# Mimic 2
Mimic 2 ist ein Horrorfilm von Jean de Segonzac aus dem Jahr 2001 und basiert auf der Kurzgeschichte Mimic von Donald A. Wollheim. Er ist die erste Fortsetzung von Mimic – Angriff der Killerinsekten aus dem Jahr 1997.

## Handlung
Remi ist eine engagierte Grundschullehrerin in der South Bronx, New York. Für sie ist es schwer einen Mann zu finden. Einer der Gründe dafür ist ihr großes Interesse an Insekten. Remi war vor einigen Jahren an der Züchtung einer neuen Insektenart beteiligt, einer genetisch veränderten Kreuzung aus Termiten und Gottesanbeterinnen, die sogenannte Judaszüchtung. Sie sollten gegen die Kakerlaken-Plage helfen. Diese Züchtung hatte die Eigenschaft, ihr Aussehen stark zu verändern und sogar Menschen zu imitieren, was den Menschen selbst zum Verhängnis wurde. Damals dachte man, alle Insekten getötet zu haben.
Doch mindestens ein Exemplar hat überlebt und sich weiter entwickelt. Dieses Exemplar kann menschliche Gesichter täuschend echt imitieren und hat es auf Remi abgesehen. Jedoch will es die Lehrerin nicht töten, sondern sich mit ihr paaren. Deshalb duldet es keine anderen Männer in der Nähe von Remi und tötet ihre Dates.
In Remis Schule kommt es dann zum Kontakt mit dem Rieseninsekt. Remi versucht mit zwei ihrer Schüler und einem Polizisten und gleichzeitig Verehrer aus der Schule zu fliehen. Nach einer nervenaufreibenden Flucht quer durch die Schule kann Remi mit den beiden Kindern das mittlerweile komplett umstellte und unter Quarantäne gesetzte Gebäude verlassen.
Durch die Gabe, sein Aussehen anderen Lebewesen anzupassen, entkommt das Monster, das sich als Remis Liebhaber, den Polizisten, tarnt, auch aus der Schule. Später steht Remi dem Insekt, welches seine Anpassungsfähigkeit perfektionierte, in ihrer Wohnung nochmals gegenüber. Mit einem Trick überlistet sie das Monster und tötet damit das Letzte seiner Art.

## Kritik
„Für den schnellen Verbrauch konzipiertes Sequel des Horrorfilms ‚Mimic‘ (1997), das zwar mit einigen soliden Effekten aufwartet, sich ansonsten aber auf bloße Reproduktion beschränkt.“

## Auszeichnungen
2001 gewann der Film einen Video Premiere Award in der Kategorie Best Visual Effects, in zwei weiteren Kategorien wurde er nominiert.

## Fortsetzung
- 2003 wurde Mimic 3: Sentinel auf DVD veröffentlicht.

## Veröffentlichung
Am 1. Mai 2012 wird der Film zusammen mit Teil 1 und dem dritten Teil Mimic 3: Sentinel auf Blu-Ray in den USA von Lionsgate in einem Box-Set veröffentlicht. In Deutschland wurde er am 23. Juni 2003 veröffentlicht.